# Neobuxbaumia
Neobuxbaumia es un género con 9 especies de cactus columnares naturales de México. 

## Descripción
Neobuxbaumia se produce en las zonas del este y sur de México. En el hábitat, estas plantas forman impresionantes bosques que se extienden a lo largo de los cerros. Son grandes especies arborescentes que alcanzan cerca de 15 m de altura. Los tallos son columnares con numerosas costillas. Como con la mayoría de cactus en forma de árbol, las plantas juveniles varían considerablemente en apariencia debido a las proporciones del tamaño de las espinas y tamaño del vástago. Las plantas más jóvenes suelen ser más fuertemente espinosas mientras que las plantas adultas perderán espinas en las partes más bajas del tallo o por lo menos las espinas son pequeñas comparados con el tamaño del tallo.   Las flores son en forma de campana y pueden ser de color blanco o rosa; nocturnas. Las frutas son redondas con espinas y se abren al madurar con una pulpa blanca.

## Taxonomía
El género fue descrito por Nicholas Edward Brown y publicado en Journal of Botany, British and Foreign 66: 141. 1928. La especie tipo es: Neobuxbaumia tetetzo
Etimología
Neobuxbaumia: nombre genérico que es otorgado en honor de Franz Buxbaum, lleva el prefijo neo = "nuevo" para distinguirlo de Buxbaumia un género de musgos.

## Especies
- Neobuxbaumia euphorbioides
- Neobuxbaumia laui
- Neobuxbaumia macrocephala
- Neobuxbaumia mezcalaensis
- Neobuxbaumia multiareolata
- Neobuxbaumia polylopha
- Neobuxbaumia scoparia
- Neobuxbaumia squamulosa
- Neobuxbaumia tetetzo

## Sinonimia
- Pseudomitrocereus Bravo & Buxb.
- Rooksbya Backeb.